# د. جيمس كينيدي
د. جيمس كينيدي (بالإنجليزية: D. James Kennedy) هو داعية أمريكي، ولد في 3 نوفمبر 1930 في أوغستا في الولايات المتحدة، وتوفي في 5 سبتمبر 2007 في فورت لودرديل في الولايات المتحدة بسبب نوبة قلبية.

## وصلات خارجية
- د. جيمس كينيدي على موقع IMDb (الإنجليزية)
- د. جيمس كينيدي على موقع إن إن دي بي (الإنجليزية)
- د. جيمس كينيدي على موقع ديسكوغز (الإنجليزية)
- د. جيمس كينيدي على موقع كينوبويسك (الروسية)